# Thums Up
Thums Up est une boisson gazeuse, au cola, vendue en Inde et commercialisée par The Coca-Cola Company. Elle se distingue par un léger goût de noix d'arec.

## Histoire
La marque a été créée en 1977 par la compagnie Parle Products Pvt Ltd de Bombay, après l'expulsion de la Coca-Cola Company du pays. Elle a détenu un quasi-monopole en Inde jusqu'à l'entrée de Pepsi-Cola en 1990, puis en 1993, la Coca-Cola India achète à la société Parle-Bisleri les marques Thums Up et Maaza. Parle a vendu la marque à Coca-Cola pour approximativement 60 millions de dollars.
Dans un premier temps, The Coca-Cola Company tenta de tuer Thums Up en cessant tout investissement publicitaire à son profit, mais constatant que sa disparition profiterait aussi à Pepsi, finit par la relancer comme une boisson "adulte", au goût fort. Aujourd'hui encore, Thums Up est le premier cola en Inde en termes de part de marché.